# Huginn Seyðisfjörður
Íþróttafélagið Huginn, bekannt als ÍF Huginn bzw. im deutschsprachigen Raum auch als Huginn Seyðisfjörður ist ein isländischer Fußballverein aus dem am gleichnamigen Fjord gelegenen Ort Seyðisfjörður. 

## Geschichte
Huginn Seyðisfjörður gründete sich 1913. Lange Zeit spielten die Fußballer nur im unterklassigen regionalen Ligabereich und traten vornehmlich im Rahmen des Landespokals überregional in Erscheinung. 2015 wurde die Mannschaft vor Leiknir Fáskrúðsfjörður Meister der dritten Spielklasse und stieg damit erstmals in der Vereinsgeschichte in die zweite Liga auf. Dort duellierten sich die beiden Klubs auch im Kampf um den Klassenerhalt, punktgleich verpasste die Mannschaft aufgrund der um ein Tor schlechteren Tordifferenz gegenüber dem Mitaufsteiger am Ende der Spielzeit 2016 den Klassenerhalt. Auch in der dritten Liga blieb der Erfolg aus, Ende 2018 stieg der Klub hier nach nur einem Saisonsieg als Tabellenschlusslicht gemeinsam mit Höttur Egilsstaðir ab. Anschließend bildeten die beiden Klubs eine Spielgemeinschaft, die 2021 als Viertligameister vor Ægir þorlákshöfn die Rückkehr in die Drittklassigkeit schaffte.